# ستيفاني مور
ستيفاني مور هي ممثلة كندية، ولدت في 14 يوليو 1970 في كندا.

## أعمال

### أفلام
- (2002) جون كيو[3]

## وصلات خارجية
- ستيفاني مور على موقع IMDb (الإنجليزية)
- ستيفاني مور على موقع قاعدة بيانات الفيلم (الإنجليزية)